# Stevie Smith

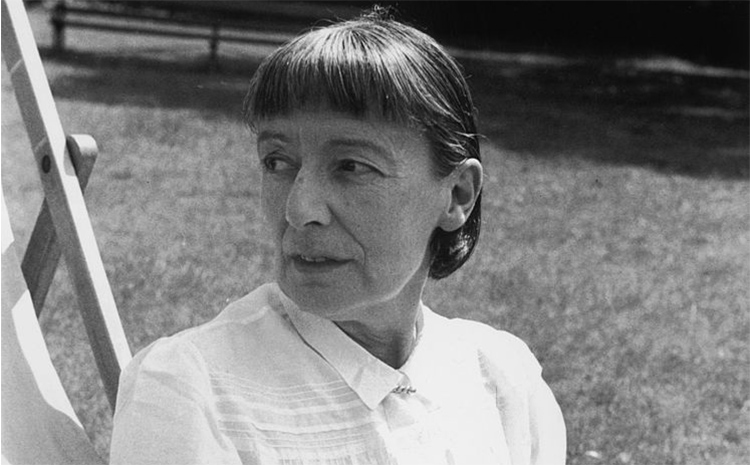
Stevie Smith

Florence Margaret Smith, genannt Stevie Smith (* 20. September 1902 in Kingston upon Hull; † 7. März 1971 in London), war eine englische Schriftstellerin.

## Leben und Schaffen
Sie war die zweite Tochter von Ethel und Charles Smith. Zunächst wurde sie von Verwandten Peggy genannt, doch als junge Frau erhielt sie den Rufnamen Stevie, da sie beim Reiten dem damals bekannten Jockey Steve Donoghue ähnlich gesehen habe. Der Vater verließ die Familie früh, um zur See zu fahren. Ab ihrem dritten Lebensjahr wohnte Smith mit Mutter und Schwester bei ihrer Tante Madge in Palmers Green im London Borough of Enfield. Die Mutter starb einige Jahre später; Smith und ihre Schwester blieben bei der Tante.
Nach dem Schulabschluss, seit 1923, arbeitete sie als Sekretärin beim Zeitschriftenverlag Newnes und wurde schließlich Privatsekretärin der beiden Geschäftsführer. Sie war bis 1953 dort angestellt. In den Zwanzigerjahren begann sie auch Gedichte zu schreiben, trat jedoch erst 1936 mit einem Roman als Erstlingswerk hervor. Ein Jahr später erschien ihr erster Gedichtband. Beide Veröffentlichungen etablierten bereits ihren Status als schwer einzuordnende Dichterin. Im Laufe der Jahre folgten zwei weitere Romane mit autobiografischen Zügen und acht Gedichtbände. In den Sechzigerjahren war sie für die eigenwilligen öffentlichen Lesungen ihrer eigenen Werke bekannt; sie las und sang ihre Gedichte auch für Radio und Fernsehen. Im Jahr 1969 erhielt sie die Queen’s Gold Medal for Poetry.
Smith nimmt eine Sonderstellung in der englischen Literatur ein, da ihre Lyrik kaum Gemeinsamkeiten mit derjenigen ihrer Zeitgenossen aufweist. Bisweilen sind Einflüsse von William Blake und Edward Lear zu erkennen. Smiths Sprache pendelt zwischen Einfachheit und Archaismus; sie verwendete sowohl traditionelle als auch freie Formen. Viele Gedichte verzierte sie mit Zeichnungen, welche die Eigenwilligkeit ihrer lyrischen Werke unterstreichen. Der spielerische und humorvolle Ton vieler Gedichte erinnert an Kinderreime, kontrastiert aber oft mit subtiler Melancholie und einer thematischen Vorliebe für Tod und Suizid.
Smith lebte bis zu ihrem Tod im Jahr 1971 in Palmers Green; sie starb an einem Hirntumor. Sie hatte ihre alternde Tante Madge gepflegt, obwohl sie selbst bei schlechter Gesundheit war. Die Tante starb 1968 und Smith blieb in dem Haus bis zu ihrem eigenen Lebensende nur drei Jahre später. Sie war nie verheiratet.

## Werke (Auswahl)
- 1936: Novel on Yellow Paper
- 1937: A Good Time Was Had by All
- 1938: Over the Frontier
- 1938: Tender Only to One
- 1942: Mother, What Is Man?
- 1949: The Holiday
- 1950: Harold’s Leap
- 1957: Not Waving but Drowning
- 1966: The Frog Prince and Other Poems
- 1969: The Best Beast
- 1972: Scorpion and Other Poems